# Монгольсько-цзінська війна
Монгольсько-цзінська війна (кит.: 蒙 金 战争 Měng jīn zhàn zhēng, 1211—1234) — війна між Монгольською імперією і чжурчженською державою Цзінь, що завершилося розгромом цзінської держави і встановленням монгольського контролю над територією сучасного північного Китаю.

## Передісторія

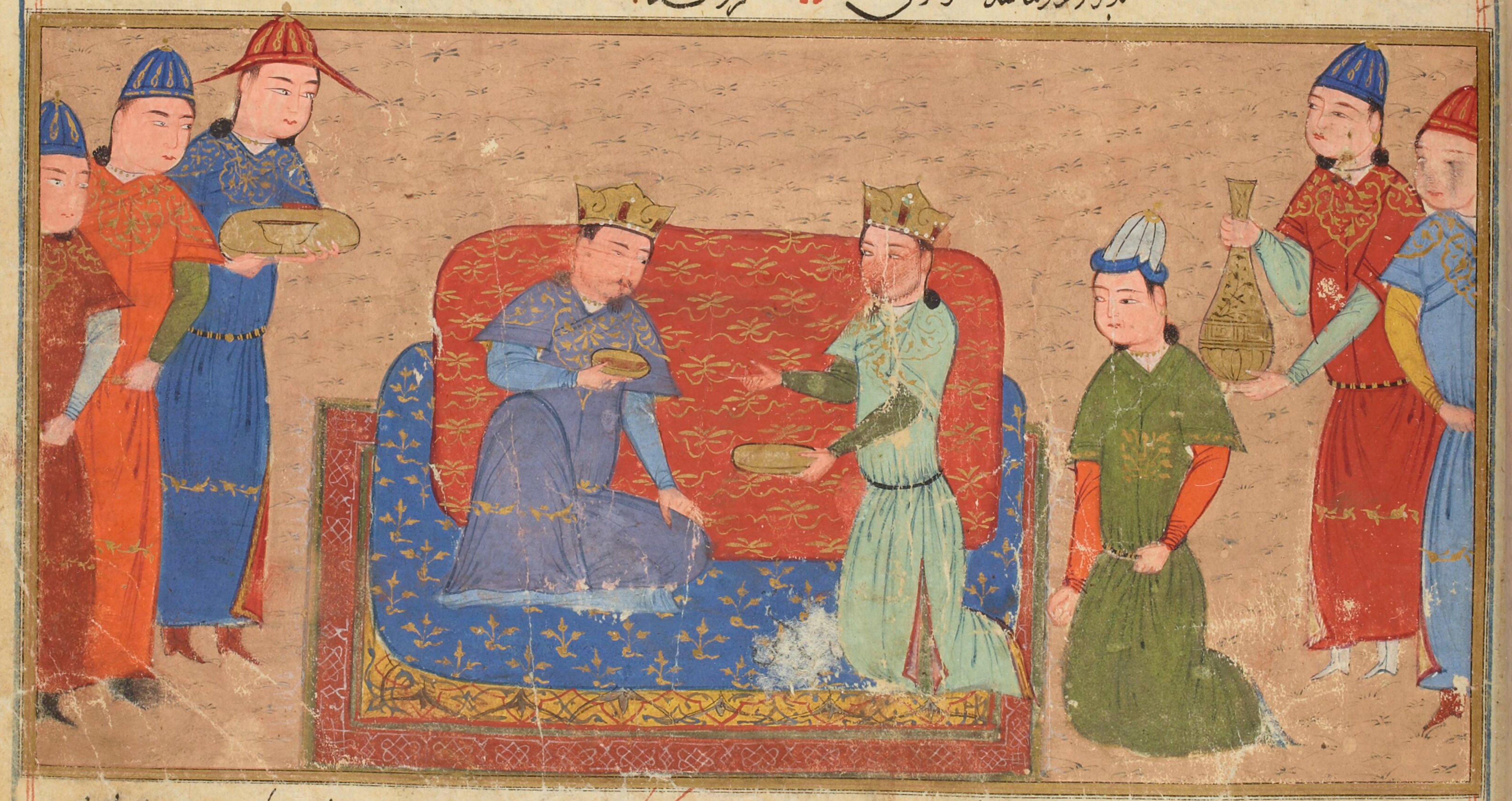
Чингісхан та Ван-хан

З середини XII століття цзінські імператори проводили в суміжних монгольських степах політику «скорочення повнолітніх». Раз на три роки експедиційний корпус імперії Цзінь вторгався в межі Східної Монголії, винищував місцеве чоловіче населення або викрадав його в рабство в Цзінь. У відповідь кочівники настільки ж регулярно плюндрували прикордонні області імперії чжурчженів. Багато клопоту імперії завдавали своїми набігами татари.
У 1196 в похід проти татар виступила армія під командуванням Ваньянь Сяну. Татари були розбиті біля річки Керулен, і тікали по річці Ульчжа. Їх переслідував цзінський корпус під командуванням Ван Аньго, який запропонував Тоорилу і Чингісхану виступити проти татар. Кереїти Тооріла і монголи Чингісхана розгромили татар біля озера Торей. За цю допомогу Чингісхан отримав від цзінських властей чин чаутхурі, а Тооріл — титул ван. Отримання чину від чжурчженів сприяло зміцненню становища Чингісхана.
У 1198 році армія Цзінь під командуванням видатного чжурчженського полководця Ванья Цзунхао зробила новий похід до Східної Монголію проти хунгіратів та інших татаро-монгольських племен. Були підпорядковані ряд племен на захід від Хінгана. Проте в результаті внутрішніх негараздів зовнішньополітична активність чжурчженської держави стала слабшати. Це створило Чингісхану сприятливі умови для закріплення в Східній Монголії. У 1202 році Чингісхан розгромив татар, «зробивши їх кормом для свого меча», а в 1203 розбив своїх колишніх союзників — кереїтів. У 1204 році Чингісхан розгромив найманів в Західній Монголії і меркитів на Алтаї. В 1206 році Чингісхан був проголошений всемонгольським ханом.
У 1206—1209 роках Чингіз-Хан провів ряд кампаній проти держави Сі Ся, що знаходилася західніше Цзінь. Чжурчжені надали допомогу Сі Ся — цзінський імператор наказав викупити всіх рабів-тангутів в імперії і відправити їх на батьківщину, щоб зміцнити армію Сі Ся. Після низки поразок тангути попросили військової допомоги у чжурчженів, але ті відмовили, порахувавши, що і так багато допомогли Сі Ся. За тангутсько-монгольському договору 1210 року тангутський правитель визнав свою залежність від монголів, пообіцявши «бути правою рукою Чингіз-хана» (тобто брати участь в його війнах і походах). Тангутська принцеса Чахе була віддана в дружини Чингісхану.
У 1207 році старший син Чингісхана — Джучі — був відправлений з експедиційним корпусом на північно-західні кордони Монголії для підкорення «лісових народів». В результаті походів Джучі під владу Чингісхана потрапив ряд народів Південного Сибіру.
У 1208 році помер імператор Цзінь, новим правителем був проголошений Ванья Юнцзі. Він був поставлений на трон в обхід правил спадкування, що створило конфліктну ситуацію в керівництві імперії. Чингіз-хан, все ще формально залишався васалом цзінців, відмовився кланятися при отриманні звістки про сходження на престол нового імператора, сказавши: «Я вважаю імператором в Серединної рівнині того, хто відзначений Небом. Але ж цей же є пересічним і боязким, як такому кланятися!». Ряд вчених вважають, що слова Чингіз-хана були невипадкові — до сходження на престол Юнцзі їздив до монголів послом чжурчженів і не справив на них гарного враження.
Новий цзінській імператор спочатку хотів оголосити монголам війну, проте не наважився це зробити. Те ж саме хотів зробити і Чингіз-хан, але прийшов до висновку про необхідність спочатку краще підготувати війська — як написано в «Юань-ши»: "цзінський посол, повернувшись, все розповів. Юнь-цзі розлютився, але побажав вичекати, коли правитель знову з'явиться з підношеннями і тут-то прийде момент його погубити. Правитель дізнався про це і тому порвав з Цзінь, збільшив строгості [дисципліни] у військах, щоб були готовими ".
У 1211 році на сторону Чингісхана добровільно перейшов ідікут уйгурів Барчук, так як уйгури давно ворогували з тангутами і страждали від кара-киданів (з якими воював Чингісхан). В результаті під контроль монголів без війни потрапив багатий і стратегічно важливий регіон. У цьому ж році Чингісхану добровільно підкорилися тюрки — карлуки, що кочували по річках Або і Чу біля озера Балхаш.
У 1204—1209 роках Цзінь воювала з Південною Сун. На боротьбу з китайцями був відправлений Ванья Цзунхао. Він завдав ряд поразок південносунській армії, після чого Китай пішов на мир. Незважаючи на перемогу в цій війні, найбільш боєздатні війська чжурчженів перебували на південному напрямку, що полегшило монголам військові дії на північних територіях Цзінь.
На думку ряду фахівців, чжурчжени були змушені залишити свої найкращі війська на півдні, так як вони прикривали шляхи до економічно важливих районів імперії від Китаю. До того ж в 1204 році Південна Сун напала на Цзінь без оголошення війни, тому чжурчжени були змушені рахуватися з можливим вторгненням південного сусіда.

## Сили сторін

### Монгольська армія
Станом на 1206 «Таємна історія монголів» фіксує у складі держави Чингісхана 95 «тисяч» (тобто військово-адміністративних одиниць кочових народів, кожна з яких може виставити як мінімум тисячу вояків). Після підкорення «лісових народів», які могли виставити до декілька десятків тисяч воїнів, до початку зовнішньої експансії безпосередньо монголи (включаючи монголізованих тюрків), які були консолідовані Чингісханом, могли виставити не менше 130 тисяч воїнів в регулярній армії, 10 тисяч чоловік у гвардії-кешику, і мали приблизно стільки ж людей резерву у вигляді старших синів у кожній родині-кибитці. Крім них, на стороні Чингіз-хана воювали союзники: карлуки, особливий тумен онгутів (монгольської народності), окремий корпус уйгурів та інші. Загальна чисельність воїнів союзників невідома.
За підрахунками монгольського історика Чулуун Далая, в той період часу на території Монголії проживало 2 мільйони чоловік. Оскільки сім'я з 5 чоловік могла виставити одного воїна, то він зробив висновок, що весь степ міг виставити до 400 тисяч вояків. Необхідно врахувати, що воїном вважався вершник з повним озброєнням. Прислуга, зброєносці та інші воїнами не рахувалися, але в разі необхідності брали участь у боях зі зброєю в руках.
У ході війни з імперією Цзінь, армія Чингісхана повинна була чисельно збільшитися, оскільки до неї приєднувалися кидані, китайці, власне цзінські воєначальники. Але точної інформації про чисельність цих військ немає.

### Цзінська армія
Армія держави Цзінь була багатонаціональною: вона складалася з киданів і китайців, а також з бойових частин, що складалися із підкорених народів. Так як використовувалися примусові заходи набору в армію, то військові формування часто були нестійкими; представники підкорених народів не відчували бажання битися за імперію і легко здавалися в полон.
Збереглися документи по складу армії Цзінь на 1161 рік:
1. Чжурчженські війська, у тому числі:
Регулярні частини — 25 200 чоловік
Резервна, або «народна», армія — 40 000 чоловік.
2. Резервні киданські, китайські та бохайські частини — 700 000 чоловік
3. Мобілізаційний резерв — 300—400 тисяч чоловік

На 1211 рік подібних даних не збереглося, але, згідно з даними «Цзінь ши», в 1216 році в цзінській армії «між усіма воєначальниками розподілено не менше мільйона солдатів». Відомо також, що наприкінці XII століття чисельність регулярних частин зросла — в них було близько 173 тисяч осіб, з яких 116 200 були розподілені в гарнізонах.
На кордонах цзіньці тримали як військові поселення з солдатів у відставці регулярних частин, так і прикордонні загони, сформовані з нечжурчженських народів. Всі війська отримували гарне постачання, яке складалося з грошей, рису, вати, землі тощо. Виняток становили лише війська племен сі, яким постачання не належало, але і як такої регулярної служби вони не несли.
Регулярні та резервні війська мали свою специфіку. У кожного воїна був зброєносець — «Аліши». Він не вважався воїном, але брав участь у битвах. Забезпечення на нього не покладалося, всі турботи і постачання для Аліши покладалися на воїна.
Цзінська армія поділялася на піхоту і кінноту. Піхотні з'єднання мали багато частин, набраних з китайців, бохайців і корейців, а кіннота була в основному чжурчженською і киданською, становила кістяк регулярної армії. До того ж чжурчженська армія мала артилерією. За своїми бойовими якостями та кількістю воїнів цзінська армія була найсильнішою не лише в регіоні, а й у світі.

## Розгром 1211 року

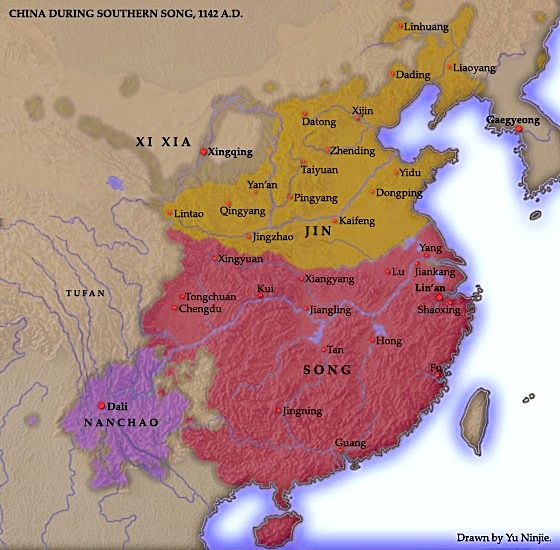
Держави Східної Азії перед початком Монгольсько-цзінської війни

Монгольський похід на Цзінь почався в березні 1211 року. Чингісхан особисто очолив навалу майже стотисячної армії монголів. Перед виступом у похід, в лютому 1211 року, він зробив збір сил на річці Керулен, де до нього приєдналися нещодавно придбані союзники — карлуки і уйгури. З Керулена вони виступили до озера Далай-Нур. Від Далай-Нура основна частина війська під командуванням Чингісхана пішла на південний захід, до кордонів сучасної провінції Шаньсі, в загальному напрямку на Західну столицю Цзінь, провідниками були онгути (чий вождь — Алахуш-дігітхурі — порвав з васалітетом Цзінь і перейшов на бік Чингісхана). Інша частина війська під командуванням Джебе вирушила на південний схід — до Східної столиці Цзінь.

### Перший бій із цзінцями
Спочатку Чингісхан зайняв місто Фучжоу, яке перебувало на північному кордоні Цзінь. У його околицях, у хребта Ехулін, відбулася перша велика польова битва армії Чингісхана з прикордонними частинами цзінського полководця Дін Се, які висунулися назустріч монголам. Цзінці були розбиті, а прикордонні округи уздовж Великого муру — Дашуйло і Фенлі, що залишилися без захисту, були захоплені монголами. Зайнявши їх, монголи змогли як скористатися розташованими там пасовищами, так і почекати повернення корпусу Джебе (тим більше, що фортеця Ушапу все ще продовжувала опір).
Головною причиною поразок Цзінь на початковому етапі війни стала некомпетентність цзінського імператора, недооцінка загрози і небажання звертати увагу на монголів.

### Східний рейдЧжебе
Монголи під проводом Чжебе раптово з'явилися у Східній столиці, але були відбиті гвардією. Тому монголи, розоривши околиці, швидко відійшли на якусь відстань назад, після чого чжурчжені вирішили, що напад закінчився. Але насправді Джебе, залишивши обози і відібравши найжвавіших скакунів, раптово повернувся до міста, захопив його, пограбував, і повернувся до Чингісхана, що знаходився під Фучжоу. Рейд Джебе відтягнув на себе значні сили противника і змішав всі карти цзінцям. Падіння Східної столиці підштовхнуло киданей, що проживали в тих місцях, до відходу від чжурчженів — уже у 1211 році киданець Елюй Люге, колишній військовий губернатор Луньані, збунтувався проти чжурчженів, а на початку 1212 відправив послів до монголів для укладення союзу проти Цзінь.

### Прорив крізь Великий мур
У серпні 1211 Чингісхан відправив корпус Джебе до фортеці Ушапу і укріпленого табору Уюеін. Взявши їх, Джебе, скориставшись перемогою, опанував важливим стратегічним пунктом — заставою Байденчен, через яку можна було пройти всередину Великого китайського муру. У цей пролом негайно пройшла монгольська армія, яка, розділившись на кілька окремих корпусів, почала рух по різних напрямках.
Взявши Байденчен корпус Джебе оточив і атакував Західну столицю. Цзінський військовий комендант Ваньянь Чен '(інше ім'я — Хушаху) покинув місто і втік, а монгольські війська, взявши місто, кинулися в погоню за Ваньянь Хушаху до міста Сюаньдефу і взяли його.
Виділені з основного угруповання рейдові загони під командуванням синів Чингісхана — Джучі, Угедея і Чагатая — вирушили від Байденчена на південний захід і зайнялися розоренням цзінських округів уздовж Великого китайського муру: були захоплені і розорені округи Юньней, Дуншен, Ушо та інші.
Складна обстановка на півночі змусила Цзінь почати перекидання військ з півдня. У цей час несподівано помирає цзінський генерал Ванья Цзунхао, що знаходився на півдні імперії. До цих пір точно невідомо, що сталося. Але ряд дослідників вважають, що чжурчженський полководець був отруєний, так як для придворних при новому імператорському дворі він був надто відомий і небезпечний. І дійсно, за час служби Ванья Цзунхао однаково добре проявив себе як і в боях з численними китайськими військами, так і з мобільними загонами кочівників.

### Розгром головної цзінської армії
Від Сюаньдефу монголи рушили до міста Десінфу і захопили його. До застави Цзюйюнгуань, що прикривала Серединну столицю із заходу, був посланий передовий загін під командуванням Джебе, але він наштовхнувся на сильний опір і відійшов, виманюючи за собою війська в Сюаньдефуську долину, де стався другий польовий бій з чжурчженською армією. За монгольським переказами, бій був вкрай успішним і став справжнім побоїщем. Цей бій став найважливішим і переломним моментом всієї кампанії: величезне військо чжурчженів, зібране для відбиття монголів, було розбите, і північні землі Цзінь виявилися практично беззахисними.
Розбивши головне військо цзінців, монголи змогли захопити без бою заставу Цзюйюнгуань і наблизитися до Серединної столиці. Обложивши столицю, Чингісхан відправив особливі загони для грабунків і облоги інших міст. Закінчивши з грабунком, у листопаді-грудні 1211 монголи пішли назад на північ, по дорозі повівши коней із цзінських державних табунів, і залишилися на зимову кочівлю в прикордонних з Цзінь округах.

### Початок розвалу держави Цзінь
Розгромна поразка розвіяла страхи перед військовими силами чжурчженів у багатьох підвладних їм народів. До Чингісхану почали переходити зі своїми військами командири цзінських прикордонних частин — китайці та кидані за національністю. Елюй Люге проголосив створення на північному сході незалежного від Цзінь киданської держави Ляо, і став діяти в союзі з військами темника Алчи-нойона.

## Кампанія1212року
Навесні 1212 року Чингісхан сам повів монгольську армію в новий похід на Західну столицю Цзінь, одночасно були відіслані загони для рейдів в інші райони Цзінь. Після нового розорення Фучжоу монголи увійшли всередину Великого китайського муру і знову взяли Сюаньдефу. Потім, дійшовши до Десінфу (який взяти не змогли), монгольська армія розділилася на дві групи: війська під командуванням Толуя і Чігу-гургена залишилися розорювати область навколо Десінфу, а війська під командуванням Чингісхана пішли до Західної столиці, і в серпні 1212 обложили її. Там вони стикнулися з сильним опором: спочатку монголи розгромили послане на допомогу обложеним цзінське військо під командуванням Аотунь-сяна, але потім, при повторному штурмі Західної столиці, в Чингісхана потрапила шалена стріла, тому облогу зняли. Відходом монголів і поверненням чжурчженів в розорені фортеці та міста кампанія 1212 року завершилася.
У кампанії 1212 чжурчжені оцінили небезпеку і організували міцну оборону своїх міст. У ході дискусії при імператорському дворі було вирішено уникати відкритих боїв, і намагатися затримувати супротивника системою фортець. Чжурчжені володіли найкращою у світі артилерією, яка була найбільш ефективна саме при обороні. Вони зуміли відбити всі напади на великі міста, але при цьому кинули напризволяще монголам інші території. Ініціатива залишилася в руках монголів, і вони послідовно знищували матеріальну базу чжурчженів у розорюваних землях.

## Кампанія 1213—1214 років
Врахувавши переваги, які давала чжурчженям в 1212 році пасивна тактика, монголи провели нову кампанію, влаштувавши для держави Цзінь відразу кілька фронтів, при цьому зосередивши власні головні сили на найвигідніших напрямах. У підсумку чжурчжені ніде не мали успіху, а монголи, розбивши надіслані проти них регулярні сили цзінців, відправили безліч загонів по всіх напрямках, і ті безкарно грабували і розоряли нові території, проникнувши вже майже в усі землі Цзінь північніше Хуанхе. Деморалізоване населення Північного Китаю вже не хотіло воювати: за цю кампанію монголи взяли понад 90 міст, більшість з яких здавалися відразу або після символічного опору.

### Бої на другорядних напрямках
Навесні 1213 року киданець Елюй Люге зійшов на престол як ван держави Ляо, і оголосив про початок нової ери правління. Для придушення сепаратистського виступу Цзінь відправило на північний схід армію під командуванням Ваньянь Хуша, але його наступ було відбито киданськими військами і загонами Алчи-нойона. Після цього Алчи-нойон був відкликаний до Чингіз-хана, а частина монголів під командуванням Кетеге залишилася «допомагати Люге розставляти війська в його землях».
Влітку 1213 року західні кордони Цзінь атакували тангути з держави Сі Ся. В Ганьсу вони взяли міста Цін'ян і Баоань, а в листопаді напали на Хуйчжоу, але були відбиті цзінським полководцем Туке Таньчо, після чого повернули на південь і атакували Чжаньцзін. Дії тангутів і киданів відвернули частину чжурчженських сил і підготували головний удар, що наноситься монголами.

### Прорив в столичну область
У серпні 1213 року основне угруповання монголів під проводом самого Чингісхана пройшло в столичну область Цзінь вже второваним шляхом: через Сюаньдефу (який захопили) і в черговий раз узятий і розорений Десінфу. Потім вони підійшли до міста Хуайлай, біля якого відбулася битва з цзінськими військами, якими командували Чжуху Гаоці і губернатор провінції Ваньянь Цзин. Монголи вщент розбили чжурчженів і гнали їх до фортеці Губейкоу.
Підійшовши до фортеці Цзюйюйгуань, монголи не стали її штурмувати, так як після попередніх кампаній цзінці «зривали гори, будували укріплення і вживали всіх зусиль для оборони». Чингісхан виділив обсерваційний корпус під командуванням Кетея і Боче, а сам з рештою війська вирушив у Чжолу. Через ущелину Цзицзінкоу він увійшов до столичної області, де у замикаючої ущелину застави Цзицзінгуань розбив на марші цзінські війська полководця Аотуаня, який не встиг зайняти укріплення застави. В результаті монголи вийшли в тил Цзюйюйгуані, і взяли фортецю ударом з несподіваного напрямку. Вивільнений загін Кетея і Боче у складі 5000 вершників був направлений для блокування Чжунду.

### Палацовий переворот в Цзінь
Поки цзінська армія гинула під Хуайлаєм і відчайдушно обороняла Цзюйюйгуань, у столиці плелися свої інтриги. Полководець Хушаху вбив цзінського імператора, і трон посів Фен-ван Ваньянь Сюнь.

### Монголи грабують Цзінь
У вересні 1213 року Чингісхан розділив свою армію на три корпуси: туменами західного корпусу командували сини Чингісхана Джучі, Чагатай і Угедей, східного — брат Джочі-Хасар, а також Алчи-нойон, Чжурчедай і Боче, центром командував сам Чингісхан і служачий при ньому Толуй. Ці корпуси зайнялися пограбуванням всіх цзінських земель північніше Хуанхе (у той час вона текла по іншому руслу, і впадала в море південніше провінції Шаньдун). Рейди цих корпусів тривали аж до квітня 1214 року, монголами було взято близько 100 міст. За відомостями «Юань ши» у всьому Хебеї тільки 11 великих міст уникли захоплення монголами, а «солдати так навантажилися шовками і речами, що навіть в'юки перев'язували шовковими стосами». За цей час до монголів перейшли зі своїми військами чергові цзінські перебіжчики — китаєць за національністю Ши Тяньер і киданець Сяо Боді, яких призначили темниками в корпусі Мухалі.

### Перемир'я
Цзінський уряд добре знав про жалюгідний стан імперії після трьох років безперервних навал, і тому вирішили просити миру у монголів чого б це не коштувало. Хоча монгольські полководці і вмовляли Чингісхана скористатися моментом і взяти Чжунду, він все ж уклав перемир'я на умовах одержання в дружини цзінської принцеси, і величезної данини у вигляді золота, шовку, 500 юнаків і дівчат, і 3 тисяч коней. Під час виїзду з північних передмість Чжунду в бік монгольських степів Чингісхана супроводжував цзінський канцлер Ваньянь Фусинь, який доїхав зі своєю свитою аж до Цзюйюйгуані. Приниження Цзінь було настільки велике, що Південна Сун посмілішала і перейшла до набігів на прикордонні землі.

## Заколоти у Цзінь
Незабаром після підписання перемир'я збунтувалися цзінські допоміжні війська, складені в основному з киданей, якими командували Чжода, Бішер і Чжалар. Приводом для заколоту послужило те, що під час процедури перенесення новим цзінським імператором столиці з Чжунду в Бянь у цих військ вирішили відібрати лати і коней. Спроба військ канцлера Ваньянь Фусинь придушити повстання скінчилася розгромом чжурчженів. Монголи вирішили скористатися моментом, і Чингісхан, формально не порушуючи перемир'я, «всього лише» відправив до бунтівників Шімо Мінганя (киданя, який перейшов на бік монголів) з «допоміжним» загоном монголів Самухі. У серпні 1214 року киданський корпус Чжода і Шімо Мінганя разом з монгольським загоном і допоміжними частинами з китайців оточив Чжунду, почавши блокаду змором замість штурму сильно укріпленої столиці.
У 1214 році союзники монголів — тангути держави Сі Ся — від набігів перейшли до великомасштабної війни проти Цзінь. Це дозволило Чингісхану дати своїм військам відпочити; лише в листопаді 1214 року він відправив один корпус Мухалі в Ляодун, в результаті чого від Цзінь відпала чергова територія: Чжанцін в Цзіньчжоу оголосив себе Ліньхай-ваном і відправив посла, щоб перейти на сторону монголів. В цей же час Елюй Люге зайняв Східну столицю, Сяньпін та інші міста.
Всю зиму 1214—1215 років на бік монголів переходили разом з довіреними їм військами і територіями все нові цзінські воєначальники і губернатори, а в березні 1215 року Мухалі взяв Північну столицю Цзінь. Утворилися на території Ляоси і Ляодуна маріонеткові держави колишніх цзінських воєначальників, крім битв з каральними експедиціями цзіньців, влаштували нескінченну феодальну війну один з одним; часом вони навіть виступали проти монголів, якщо ті підтримували їх суперника або наказували виступити з ними в дальній похід. У підсумку вся північно-східна частина Цзінь вийшла з-під контролю чжурчженів.
У квітні 1215 пала Серединна столиця Цзінь — Чжунду: канцлер Ваньянь Фусинь покінчив із собою, його заступник Цинь Чжун втік, а місто здалося військам Шімо Мінганя і Тай Бао. Почався повальний грабіж міста, який, за наказом Чингісхана, був упорядкований: послані їм верховний суддя улусу Шігі-Хутуху і Архан-Хасар зробили опис скарбниць цзінської столиці та привезли хану величезна кількість цінностей.
Сам Чингісхан весь 1215 рік провів у Середній Монголії, поки його союзники і васали перемелювали сили чжурчженів. Згідно з даними «Юань ши», на бік монголів перейшло за цей рік перейшло 862 цзінських міста. Тангути зробили в 1215 році широкий наступ на заході Шеньсі і розорили цзінські землі в округах Хуаньчжоу, Баоань і деяких інших.
У країні вирували повстання китайського населення. Армії «червоних курток», «чорного прапора», «червоних пов'язок», «8 ієрогліфів» та інші діяли скрізь. Деякі з цих армій налічували до ста тисяч чоловік. В одному з боїв з повстанцями чжурчжені втратили 30 тисяч солдатів тільки убитими.
У 1215 році проти імперії повстав чжурчженський воєначальник Пусянь Ваньну, у розпорядженні якого було 300 тисяч воїнів. Його заколот відіграв важливу роль у війні чжурчженів із монголами. Пусянь Ваньну створив свою державу — Так Чжень (Велике Чжень), надалі перейменоване в Дун Ся (Східне Ся). З часом Пусянь Ваньну перейшов на бік монголів і воював проти імперії Цзінь.
Важке становище Цзінь дозволило монголам запропонувати мир на вкрай принизливих умовах: імператору Цзінь було запропоновано відмовитися від імператорського титулу, стати Хенанським ваном (васалом монголів) і віддати всі землі на північ Хуанхе. Цзінський імператор відмовився, і війна продовжилася.

## Перехід монголів від набігів до захоплення території Цзінь
Весь 1216 рік Чингісхан знову провів у Монголії. У цей час він уже почав цікавитися справами Середньої Азії і замислюватися про похід на захід, тому монголам було потрібно економно витрачати свої обмежені сили на території Цзінь. У цих умовах практика набігів на міста цзінців, коли ті потім залишалися а чжурчжені їх знову займали і зміцнювали, ставала надто марнотратною, потрібно було переходити до політики постійних гарнізонів у цих містах. Крім того, опора на місцевих феодалів, які переходили на бік монголів, вимагала таких форм державного будівництва, які були б прийнятні для цих феодалів. Тому було ухвалено рішення воювати з Цзінь, використовуючи місцеві (в основному китайські) людські ресурси з додаванням відносно невеликого числа чисто монгольських туменів.
У 1216 році монголи провели кілька глибоких рейдів у землі Цзінь, які вони ще не чіпали, а війська з киданів, китайців і цзінських перебіжчиків зміцнювали владу монголів в раніше розорених землях півночі і північного сходу. У серпні 1216 року Мухалі і його союзники знищили створену Чжанчжі в Ляосі державу Дачжань, а Пусянь Ваньну визнав сюзеренітет Чингісхана над своїм князівством в Ляодун. Восени корпус Самухі здійснив дальній рейд через землі Сі Ся до Гуаньчжуну, і разом з союзними військами тангутів захопив стратегічну заставу Тунгуань, що прикривала стик трьох провінцій — Шеньсі, Шаньсі і Хенань. Розоривши Жучжоу, монголи Самухі підійшли до останньої столиці чжурчженів — місту Бяньлян, який не змогли взяти через брак сил. В результаті цього розвідувального рейду монголи отримали знання про місцевості півдня Цзінь, зрозуміли як можна взяти Тунгуань, і дізналися систему оборони Бяньляна.
Після відходу корпусу Самухі Чингісхан відправив на південь Цзінь ще один корпус, яким командував Толун-чербі. В цьому корпусі були монгольські, киданські і китайські війська, він узяв Чженьдін і Дамін, але, дійшовши до Дунпіна, взяти його не зміг і, обмежившись грабунком околиць, повернувся.

## Кампанії Мухалі
У 1217 році зайнятий справами центрального улусу Чингісхан вирішив довірити всю повноту влади в Китаї Мухалі, якого призначив там своїм повноправним намісником — гованом (кит.: 国王, «князь країни»). Наказом Чингісхана було проведено розмежування відповідальності: операції на північ від хребта Тайханшань залишалися за самим ханом, а на південь — були в компетенції Мухалі. Мухалі було виділено 23 тисячі регулярного монгольського війська, а також чжурчженський і киданський корпуси, загальною чисельністю в кілька десятків тисяч чоловік.
Влітку 1217 року загін Чагана був відправлений у рейд до Бачжоу, який відкупився від монголів. У вересні виступив у похід сам Мухалі з основними силами. Їм були захоплені Суйчен і Лічжоу, а до початку зими він узяв Таймінфу і повернув на схід, опанувавши значною частиною території провінції Шаньдун. Цзінці були зайняті великими битвами з Південною Сун на півдні країни, і залишили дії проти монголів на розсуд місцевих властей. Багато місцевих начальники бажали встановлювати з монголами сепаратний мир, що полегшувало останнім закріплення на зайнятих землях. Монголи все більше привертали до складу своїх сил місцевих жителів, і формували з них цілі армії.
Восени 1218 року Мухалі виступив з Західної столиці в Хедун, захопив Тайюань, Пінлян і Сіньчжоу. Тим часом на північному сході, в Ляоси, сталося зіткнення Елюй Люге з корейцями, які володіли містом Цзядун, в яке втрутилися монголи, що змусило Елюй Люге відступити; в результаті корейський ван визнав номінальну владу Чингісхана і став давати щорічну данину місцевими виробами.
Восени 1219 року Мухалі знову виступив у похід, і йому без особливого опору здавалися нові цзінські міста. Впертий опір чинило лише місто Цзянчжоу, яке було узяте штурмом, після чого озвірілі монголи вирізали місто. У зв'язку з тим, що в цей час Чингісхан почав війну з Хорезмом, Мухалі не міг очікувати підкріплень, і тому йому було на руку те, що Цзінь в Ганьсу воювала з тангутами, а в провінціях Аньхой, Хенань і Шеньсі з перемінним успіхом вела важкі бої з південносунськими військами.
У 1220—1224 роках монголи щоосені виступали в похід на землі, ще не визнали їх влади, розбивали окремі частини чжурчженського війська, які намагалися чинити опір, і приймали капітуляцію від місцевих феодалів, які переходили на їхній бік. Бойові дії велися на території сучасних провінцій Шаньдун, Шаньсі і на півночі Шеньсі. З 1221 року базою для проникнення на західні і південно-західні території Цзінь був зроблений район Яньані. Влада на землях, які підкорилися монголам, зазвичай залишалася в руках китайських, киданьських, і навіть чжурчженських воєначальників, які до цього воювали на стороні Цзінь. Спроби цзіньців укласти мир відкидалися. Активні дії монголів трохи загальмувалися після смерті Мухалі в 1223 році, але їх васали продовжували зміцнювати свою владу на подарованих їм монголами землях.
До того ж посилився опір чжурчженів. У 1223 році помер цзінський імператор Сюай-цзун (Удабу) і на престолі виявився молодий Ай-цзун (Нін'ясу). Він одразу ж перейшов до активних військових дій проти південносунського війська. Китайці зазнали ряд поразок і пішли на мир з чжурчженямі. У 1224 році він був укладений. У 1227 році цзінський генерал Вушань розбив монгольські війська і засів у Сишань. У 1228 Ванья Ченхошан із загоном в 400 воїнів розгромив восьмитисячний монгольський корпус в Дачанюане.

## Бунти монгольських васалів
цзінський полководець У Сянь перейшов на бік монголів в 1220 році, і став помічником китайця Ши Тянь-ні, який давно перейшов до монголів і дослужився до призначення головнокомандуючим усіма військами Хебея. У 1225 році У Сянь збунтував місто Чженьдін проти монголів і вбив Ши Тянь-ні. Скориставшись моментом Лі Цюань, колишній діловод при Дун Цзюнь, збунтував Чжуншань. Незабаром повстаннями була охоплена майже вся провінція Хебей, і монголам довелося більше думати про її приборкання, ніж про продовження війни з Цзінь. Протягом усього 1226 року монголи воювали з Лі Цюанем та іншими повстанцями, і тільки в 1227 році Хебей був остаточно замирений.
Смерть Чингісхана в 1227 році відклала остаточне рішення чжурчженського питання, і Цзінь одержала перепочинок. Згідно з переказами, записаними в «Юань ши», на смертному одрі Чингісхан сказав:
 Добірні війська Цзінь в гірському проході Тунгуаня з півдня підтримані горами Ляншань, з півночі захищені Великою річкою, тому важко розбити їх. Якщо скоротити шлях через Сун, то Сун, вічний кровник Цзінь, обов'язково зможе дозволити нам прохід, і тоді ми пошлемо війська до Тан і Ден, прямо протягнемо їх до Далян. Цзінь буде в скруті і обов'язково забере війська з Тунгуаня. І будь їх усіх хоч десятки тисяч, та поспішаючи на допомогу за тисячі лі люди й коні виснажаться, і хоча б і дійдуть, то не зможуть битися. Розіб'ємо їх обов'язково! 
Війна з чжурчженямі на виконання заповіту батька була відновлена Угедеєм в 1230 році.

## Знищення держави Цзінь Угедеєм

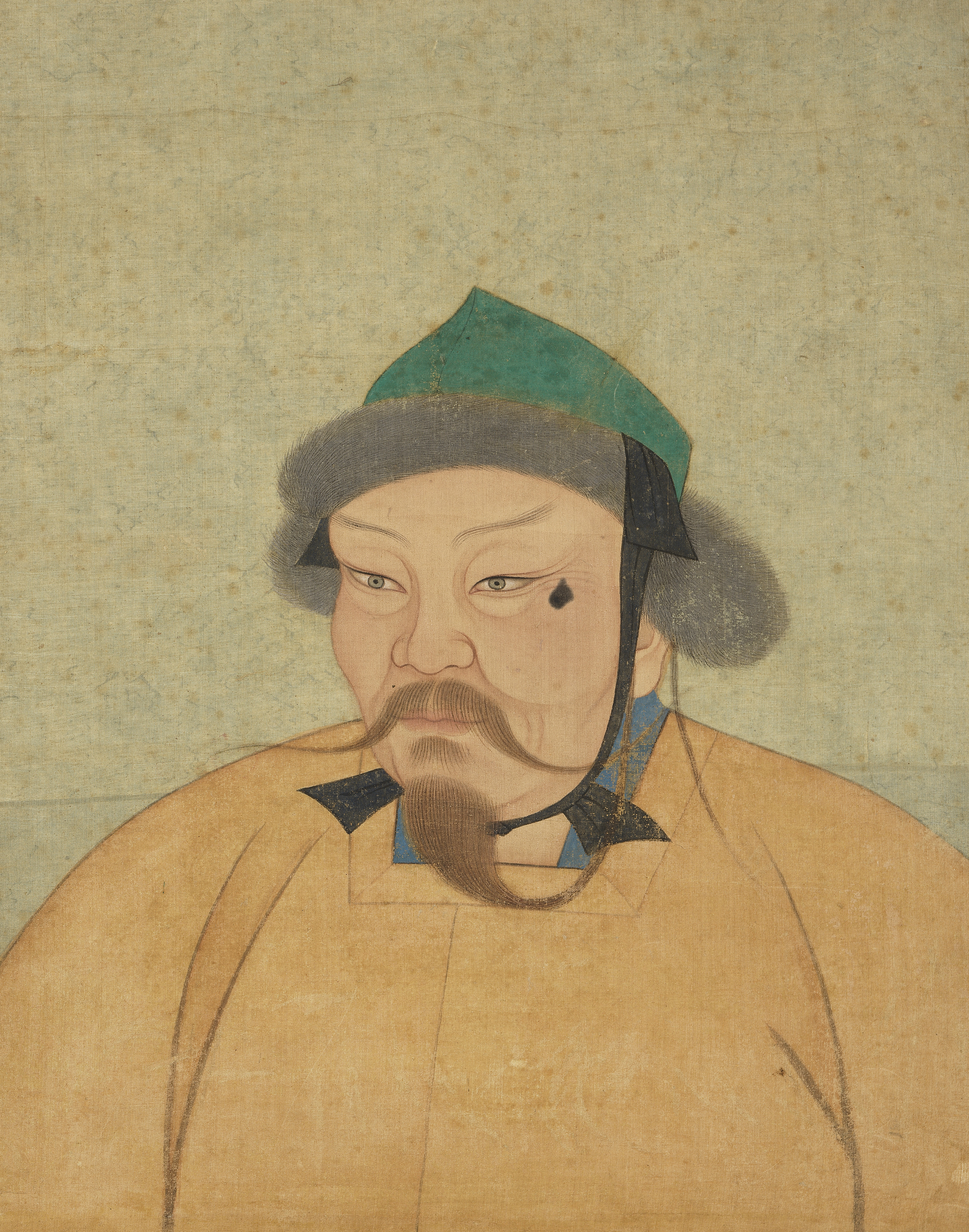
Хан Угедей

Восени 1229 року до Угедея прибуло чергове цзінське посольство з проханням про мир, проте новий хан відкинув цю пропозицію, і відмовився від жалобних підношень, сказавши послу Агудаю:
 Твій господар довго не підкорявся, змушував колишнього, старого, государя вступати в битви — чи можу я забути це, і для чого ці жалобні підношення? 
Восени 1230 року Угедей особисто повів війська на каральний похід на південь. Ситуація сприяла початку війни. У 1225 році річка Хуанхе змінила русло, знесла багато міст і створила великі економічні труднощі, від яких імперія Цзінь не змогла оговтатися до 1230 року. До того ж зміна русла створила великі продовольчі проблеми, що призвело до зростання числа розбійників. Частина з них приєдналася до війська Угедея. Монголи наступали двома напрямками: на Шаньсі (цю групу вів сам Угедей, з ним були Толуй і Мунка) і на Шеньсі (цією групою командував Субедей). Південна група повинна була проникнути з Шеньсі в Сичуань, а звідти вийти до Бяньляну з півдня, через землі Південної Сун, однак Сунці відмовилися пропустити їх, і монголам довелося з боями рухатися на Бяньлян уздовж сунського кордону. Справа закінчилася невдачею: взяти гірські застави Тунгуаня і Ланьгуань не вдалося. До того ж Ванья Ченхошан розбив монгольські війська при Вейчжу і Даохойгу. Зате північну групу супроводжував успіх: там монголи зайняли Тяньчен, а потім переправилися через Хуанхе і атакували Фенсян; в грудні були взяті Тяньшен і Ханьчен.
На початку 1231 року упав обложений Фенсян, а в лютому 1231 монголи зайняли Лоян, Хечжун і ряд інших міст. Після цього Угедей, рятуючись від літньої спеки, повернувся на північ, а війська залишилися під командуванням Толуя, який прийняв також під свій початок корпус Субедей і попрямував в Баоцзі. Оскільки пройти до Бяньляну найкоротшою дорогою, через заставу Тунгуаня північніше хребта Ціньлін ніяк не вдавалося, було вирішено вийти на південь Хенань через гірські проходи південніше цього хребта. Так як монголам не вдалося домовитися про союз з Південною Сун, то вони зустріли опір сунських військ, коли вторглися в Янчжоу, де спустошили кілька міст. Пройшовши через Сін'юань, монголи переправилися через річку Цзяіліцзян і досягли Люеяна. До грудня 1231 року армія Толуя, ведучи бої з Сун, досягла округу Шіцюань, звідки мала намір просуватися до Бяньляну.
Цзіньці вирішили дати бій монголам під час переправи останніх через Ханьшуй. Для цього цзінській імператор Ай-цзун направив назустріч монголам армію під командуванням Ваньянь Хеда і Іла Пуа, які вирішили розміститися в Денчжоу і, дочекавшись переправи монголів, раптово атакувати їх. Однак монголи переправилися раніше, тому цзіньці загону Ваньянь Хеда відійшли до Шуньяну, а Іла Пуа вирішив битися у горах Юйшань, розмістивши перед нею піхоту, а за горою — кінноту. Монголи, розвідавши ситуацію, змогли оточити цзіньців і розбити їх. Вийшовши до гори Саньфеншань, монголи Толуя і Субедей остаточно знищили армію Ваньянь Хеда і Іла Пуа.
Пізньої осені 1231 року, після повернення до військ Угедея, бойові дії південніше Хуанхе відновило північне угрупування монголів. Угедей, виступивши з Хечжуна, на початку 1232 року переправився через Хуанхе у Хеціна. Рухаючись на південь, в кінці лютого армія Угедея з'єдналася в околицях Саньфеншань з армією Толуя, після чого об'єднана монгольська армія через Чженчжоу рушила на Бяньцзінь.
Облога Південної столиці Цзінь була доручена Субедей. Війна стала затягуватися. На допомогу до монголів прийшли союзники, в тому числі і китайці. Битва під містом безперервно йшла 16 діб. Битва ще відома тим, що обидві сторони активно застосовували артилерію. Чжурчжені використовували кілька мільйонів порохових зарядів різних типів. Згідно з літописом, сторони втратили по мільйону чоловік. Втомлені від битви монголи уклали перемир'я і стали відводити війська. Але чжурчженські солдати вбили монгольського посла, що призвело до продовження війни. Війська монголів та їхніх союзників знову підійшли до міста. У місті почалися епідемії, що сильно послабило чжурчженів. Але монголи брали в облогу місто майже рік, і тільки навесні 1233 Бяньцзінь упав. цзінський імператор втік до Гуйдефу, звідки в липні перебрався в Цайчжоу, де і розмістилася остання столиця Цзінь.
Весь 1233 рік монголи придушували супротив на території імперії Цзінь (в руках у чжурчженів залишалися десятки фортець і міст, до того ж цзінський правитель перебрався в місто Цайчжоу, куди зібралися останні вірні імператору війська). У серпні 1233 року до Цайчжоу підійшов монгольський корпус Таціра (основні сили монголів утихомирювали Ляодун, після придушення опору в якому весь північно-східний Китай опинився під контролем монголів). Чжурчжені двічі розбили супротивника. Тоді ж монголи уклали угоду з Південною Сун про розподіл земель Цзінь: Сунці з півдня виступали до Цайчжоу, а після його взяття ним передавалася Хенань.
Наприкінці 1233 Сунці (початковий контингент 20 тисяч солдатів і обоз з 300 тисячами мішками рису) підійшли до Цайчжоу і спільно з монголами приступили до його облоги. Оборону міста очолив чжурчженський генерал Хушаху. Він залучив до захисту все населення Цайчжоу, на стінах билися навіть жінки. Чжурчжені наполегливо оборонялися, незважаючи на те, що страждали від голоду. У Цайчжоу процвітав канібалізм. Монголи запропонували противнику скласти зброю, але місто не здавалося. Незадовго до останнього штурму цзінський імператор зрікся престолу на користь Ваньянь Ченліня, свого племінника, однак після того, як монголи спільно з Сун взяли Цайчжоу, Ченлінь був убитий, а імператор відрікся і повісився, і, за заповітом, тіло його було спалено.

## Початок конфлікту монголів з Південною Сун
Понадіявшись на союзні домовленості з монголами, сунський імператор Лі-цзун вирішив отримати плату за союз: він направив війська для заняття Гуаньчжуна крім вже зайнятої Хенань. Влітку 1234 року війська Сун зайняли Лоян. Монголи, які дізналися про це, спочатку знищили загін Сун, що прямував в Лоян, а потім змусили інші різні південнокитайські частини покинути місто. В цей же час монголи відкрили греблі на Хуанхе, щоб підвищити рівень озера Цуньцюньдянь і затопити сунську армію у Бяньляна — в цьому потопі потонула майже вся південнокитайська армія. Так Сун втратили всі свої надбання від війни проти Цзінь на боці монголів, а монголи прийшли до ідеї підкорення Південної Сун.